# Анспранд
Анспранд (657–712.) је био краљ Лангобарда током 712. Пре тога био је гроф Астија и протектор Лиуперта (700—701.). Поражен је у Новари од стране Рагинперта и протеран због његовог учешћа у рату за трон, бежећи на двор Теудберта, грофа Баварске, 702. године.
711. године, вратио се са великом војском. Многи Аустријанци (људи из Венеције и истока) су се придружили Ансранду и битка се одиграла близу Павије, између његове и армије краља Ариперта II, који је заузео трон. Краљ је побегао према главном граду и тамо узео све злато у своме двору. Покушао је да победне у Галицију током ноћи, али се удавио у реци и тиме је Анспранд проглашен за наследника.
Наследио је трон у марту, а умро у јуну, остављајући престо своме сину Лиутпранду.